# Thomas Teddiman

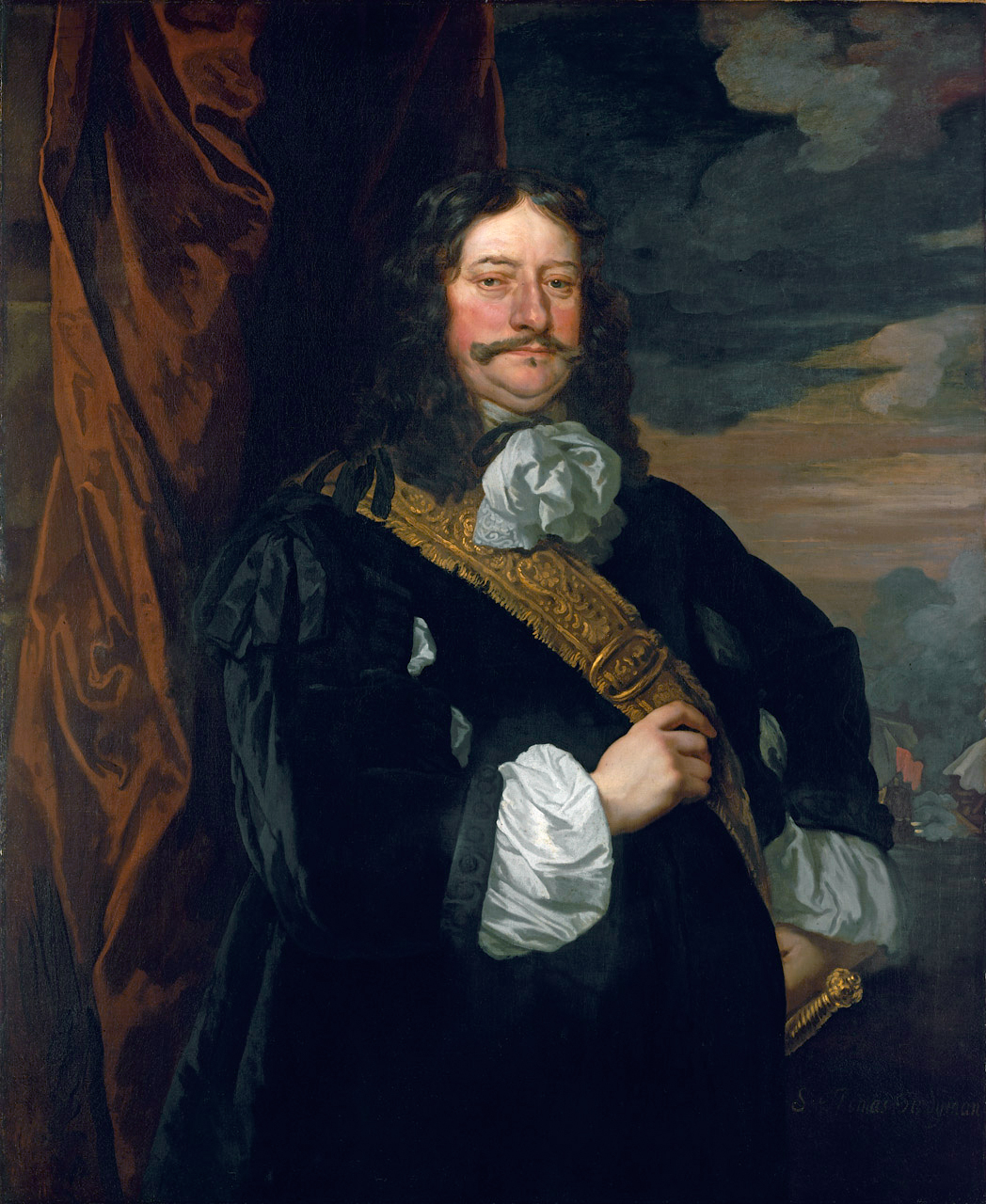
Thomas Teddiman målat av Peter Lely, 1666

Thomas Teddiman, död 23 maj 1668, var en engelsk amiral. Hans namn skrevs också som Teddman och Tedyman. 
Varken hans födelsedatum eller hans tidigare liv är känt, och han var inte kapten under det första engelsk-nederländska kriget. Hans far härstammade ifrån en familj av skeppsägare i Dover, och hans kusin var marinkapten Henry Teddiman. Teddimans första tjänst för det engelska samväldet var från år 1659 till 1660 då han kommenderade Tredagh (vilket efter Engelska restaurationen döptes om till HMS Resolution) i Medelhavet under det engelska-spanska kriget. Från 31 maj till 10 juni 1660 jagade han sex fartyg utanför Algeriets kust, och i maj 1661 flyttades han som kapten på HMS Fairfax, och år 1663 kommenderade han HMS Kent. Med detta skepp förde han i juli samma år den engelska ambassadören i Ryssland till Arkhangelsk. I maj 1664 utsågs han till Kommendör över HMS Revenge, och senare samma år 
befordrades han till kapten på HMS Swiftsure. I det andra engelsk-nederländska kriget utmärkte han sig som underamiral för den blåa skvadronen i slaget vid Lowestoft, något som han adlades för.   
I augusti 1665 skickades Teddiman med Revenge till Bergen för att erövra en nederländsk flotta, men besegrades i slaget vid Vågen av kommendör Pieter de Bitter. Trots att det var en stor besvikelse för Karl II av England togs Teddimans karriär ingen större skada, och han stred redan året därpå, denna gång på Katherine. Han var där viceamiral i fyradagarsslaget samt i slaget på St. James dag. År 1667 låg huvuddelen av den engelska flottan i hamn, och Thomas Teddiman hade då inget kommando. Han fick åter kommandot år 1668, och då för HMS Cambridge, men drogs in i den utredning som genomfördes i det engelska parlamentet om varför de förlorat kriget. Detta ledde till många problem för honom och i maj avled han av feber.